# Oude Stad (Aardenburg)
Oude Stad was een buurtschap in de huidige gemeente Sluis. De buurtschap lag ten oosten van Aardenburg aan de weg naar Sint Kruis. In 1299 werd de stad Aardenburg ommuurd. In de eeuwen daarna raakte de stad vrijwel ontvolkt. Toen na de verovering van Aardenburg door Prins Maurits in 1620 de stadsmuur vervangen werd door een voor die tijd moderne vesting, besloeg de nieuwe stad dan ook maar een deel van de middeleeuwse stad. Een deel van het oosten van Aardenburg kwam buiten de vesting te liggen. Dit gedeelte werd grotendeels gesloopt. Het gedeelte dat niet werd gesloopt werd Oude Stad genoemd. Het noordoostelijk gedeelte van de middeleeuwse omwalling is nog te herkennen in het landschap. De naam Oude Stad heeft nog enkele eeuwen als buurtschapsnaam bestaan. De laatste atlasvermelding van de buurtschap stamt uit 1950. Tegenwoordig ligt de nieuwbouwwijk van Aardenburg tegen de oude buurtschap aan. Oude Stad lag aan de Bogaardstraat en de Herenweg.

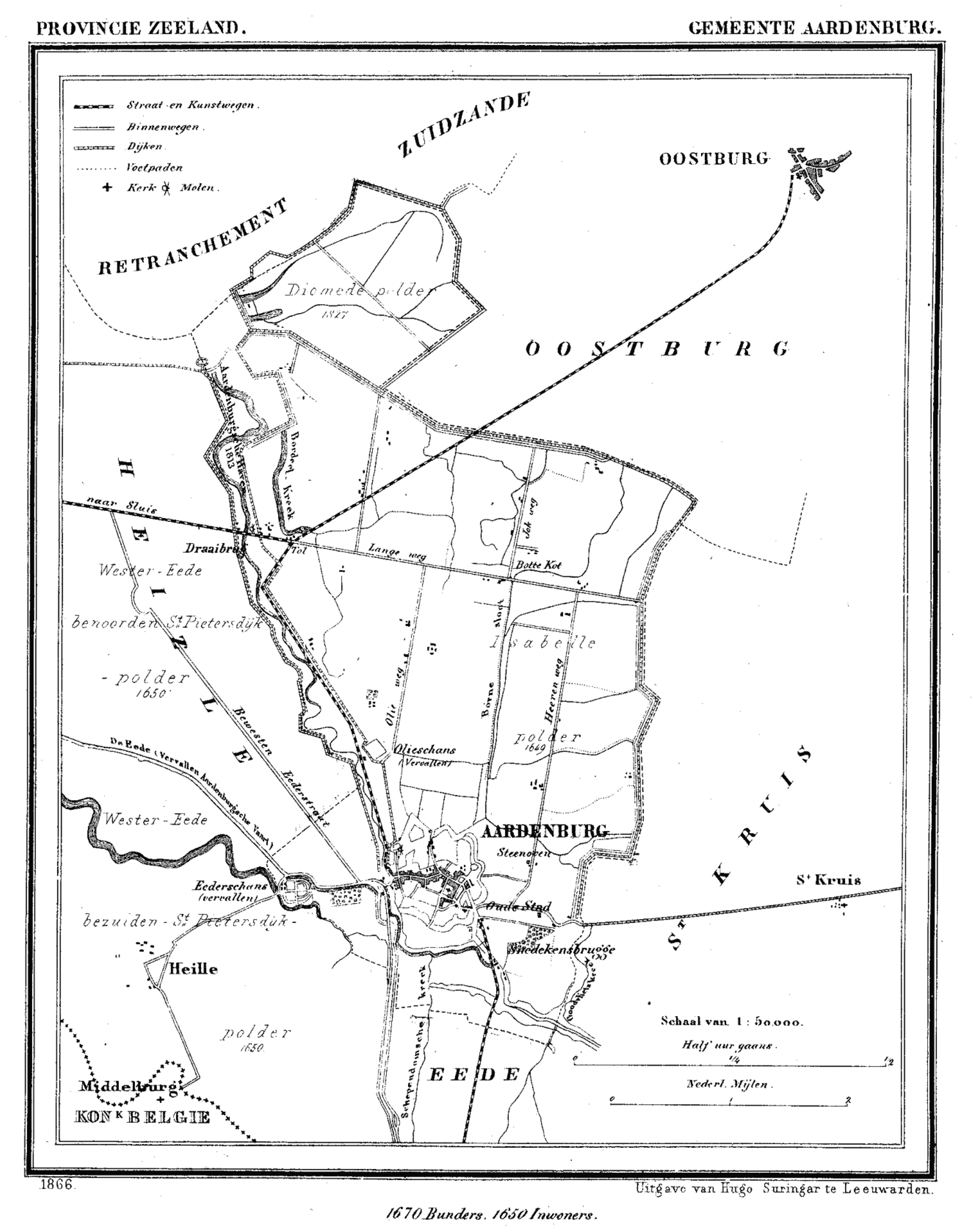
Een gemeentekaart van de gemeente Aardenburg uit 1866 met Oude Stad aangegeven.

Steden: Aardenburg · IJzendijke · Oostburg · Sint Anna ter Muiden · Sluis

Dorpen: Breskens · Cadzand · Eede · Groede · Hoofdplaat · Nieuwvliet · Retranchement · Schoondijke · Sint Kruis · Waterlandkerkje · Zuidzande

Buurtschappen: Akkerput · Bakkersdam · Balhofstede · Biezen · Boerenhol · Braamhul · De Brabander · De Bracke · Cadzand-Bad · Cathelijneschans/Schans · Dam · De Dam · Draaibrug · Halve Maantje · Hans Vriezeschans · Het Eiland · Goedleven · Groeneboomgaard · Grootendam/De Hoogedam · Heille · Hoogendijk · Hoogeweg · Kapitalendam · Ketelaarstraat · Klakbaan · Klein-Brabant · Konijnenberg · Koninginnehaven · Kruisdijk · Kruishoofd · Maagdenberg · Maagd van Gent (deels) · Maaidijk · Marollenput · Moershoofde (deels) · Moleke (deels) · Molentje · Mollekot (deels) · De Munte · Nieuwesluis · Nieuwland · Nieuwvliet-Bad · Nolle · Nummer Een · Oostburgsche Brug · Oosthoek (deels) · Oudeland · Oudemenne · De Pas · Plankenpoortje · Plakkebord · De Platluis · Polderstraat/Steenoven · 't Poldertje · Ponte · Ponte-Avancé · Pyramide · Rijksweg · Ronduit · Roodenhoek · Sasput · Scherpbier · Sint Pieter · Slepershaven/Slapershaven · Slijkplaat · Slikkenburg · Sluissche Veer · Smedekensbrugge · Spitsbroek · Steenhoven · Steenoven · Stenen Heule · Stroopuit · Terhofstede · Ter-Moere · Tol (Schoondijke) · Tol (Waterlandkerkje) · De Tol · Tragel · Turkeye · Valeiskreek · Veldzicht · Veldzicht (deels) · De Verkorting · Verklikker · Vuilpan · Wafeldorp · Waterhoek · Waterloo · Zandertje · Het Zwindorp

Historische plaatsen: De Keizer · Oude Stad (Aardenburg) · Pannenhuis · Potjes

Zeeland: Steden en dorpen in Zeeland      Nederland: Provincies · Gemeenten